# NEWS C-master
『NEWS C-master』（ニュース シーマスター）は、千葉県の独立UHF局・千葉テレビ放送(チバテレ)にて、2004年4月5日から2009年3月27日まで毎週月曜日から金曜日の21:00-
21:55枠（マリーンズナイター実施の時は21:30から）にて放送されていた、夜のローカルニュース番組である。

## 概要
それまで21:00（以下全て日本時間）から放送されていた地域情報番組『JUST 9 Information』と21:30から放送されていた報道番組『CTCニュース 930ライフ』を融合して時間枠を拡大し『ニュースC-master』としてリニューアル千葉県内のニュースや生活・スポット情報を提供している。なお、放送開始当初から正式番組名の頭にチバテレビの略称であるCTCの3文字は付記されていない。
『マリーンズナイター』実施日の場合、番組のコーナーはほぼ県内ニュース・スポーツ・天気予報に集約される。ちなみに本番組開始後もロッテの試合が続いている場合、千葉マリンスタジアムへ中継することがある。
2005年5月から大文字表記の『ニュースC-MASTER』と改められる（テーマ曲も変更）。更に2007年10月からは現在の『NEWS C-master』と、全て英語表記になった（ロゴの右側に千葉県の形を●の集合で表現したものも表示）。テーマ曲も再度一新している（『Tidal wave warning』 演奏：徳田雄一郎 クインテット）。ただしCM前のBGMのみ前代から引き続き使用されている。
なお、以前の番組告知CMにおいては、『全国のニュースは他の局でご覧下さい。でも、県内の出来事・生活密着情報は』と銘打っているものがあった（他にも司会者が挨拶するもの、海をバックにBGMが流れるものの2パターンがあった）。ただ、この番組でも全国のニュースをフラッシュで放送している。
2008年6月からセットが大きく変更された。デザインは半透明が主体になり、従来までの面影は全くと言っていいほどなくなっている。9日からはバックにタイトルロゴが入るようになった。
2009年3月27日をもって放送終了。後番組は「ニュースChiba21」となる。

## 出演者

### 総合司会
- 山口亜紀 （2004年4月 - 2006年9月）
- 一瀬友里 （2006年10月 - 2009年3月：月・火曜担当 ）
- きゃんひとみ （2006年10月 - 2009年3月：水～金曜担当 ）

### サブ司会
- 永山美穂 （2004年4月 - 2007年3月）
（月～水曜日担当）
- 関口愛 （2004年4月 - 2008年12月）
（2007年3月までは木～金曜日、同年4月以降は水～金曜日担当）
- 片野晴道 （2007年4月 - 2009年3月）
（2008年12月までは月・火曜日、2009年1月からは一週間通しで担当）

### 記者（ニュース担当）
- 今井広海 （2004年4月 - 2007年4月）（TOKYO FMアナウンサーを経て、2021年7月現在、同局の報道部記者。）
- 石山孝紀 （2004年4月 - 2008年4月4日）
  - 当初は中野康男（記者として番組キャスター、番組終了してのちに同局代表取締役社長も務めた）、石井力も入る予定だった。

## 番組コーナー
※カッコ内は主に放送されることが多い曜日を表す。
- 県内ニュース
- マスターワン（月曜）
- マンデーコラム（月曜）
- ちばラーメン百科（木曜）
- ペットにCHU（火曜）
- 映像で振り返る千葉県（水曜）
- なつかしニュース館（木曜）
- CLIP ON ちば&天気予報